# Neounitubulotestis orbitarium
Neounitubulotestis orbitarium är en plattmaskart. Neounitubulotestis orbitarium ingår i släktet Neounitubulotestis och familjen Didymozoidae. Inga underarter finns listade i Catalogue of Life.